# Воробей Дмитро Іванович
Дмитро́ Іва́нович Воробе́й — прапорщик Збройних сил України.

## З життєпису
Начальник групи секретного документального забезпечення, 13-й окремий мотопіхотний батальйон. Був мобілізований у квітні 2014-го, виконував бойові завдання поблизу Дебальцевого, Луганського, Нової Олександрівки, Станиці Луганської, Нижнього Теплого.
12 лютого 2015 року був поранений поблизу н.п. Луганське Донецької області — під час танкової атаки терористів.

## Нагороди
- орден «За мужність III ступеня» (30.03.2015)